# Tetrastigma warburgii
Tetrastigma warburgii är en vinväxtart som beskrevs av Carl Karl Adolf Georg Lauterbach. Tetrastigma warburgii ingår i släktet Tetrastigma och familjen vinväxter. Inga underarter finns listade i Catalogue of Life.